# Кокиль
Кокиль (Phaenicophaeus tristis) — вид зозулеподібних птахів родини зозулевих (Cuculidae). Мешкає в Південній і Південно-Східній Азії.

## Опис

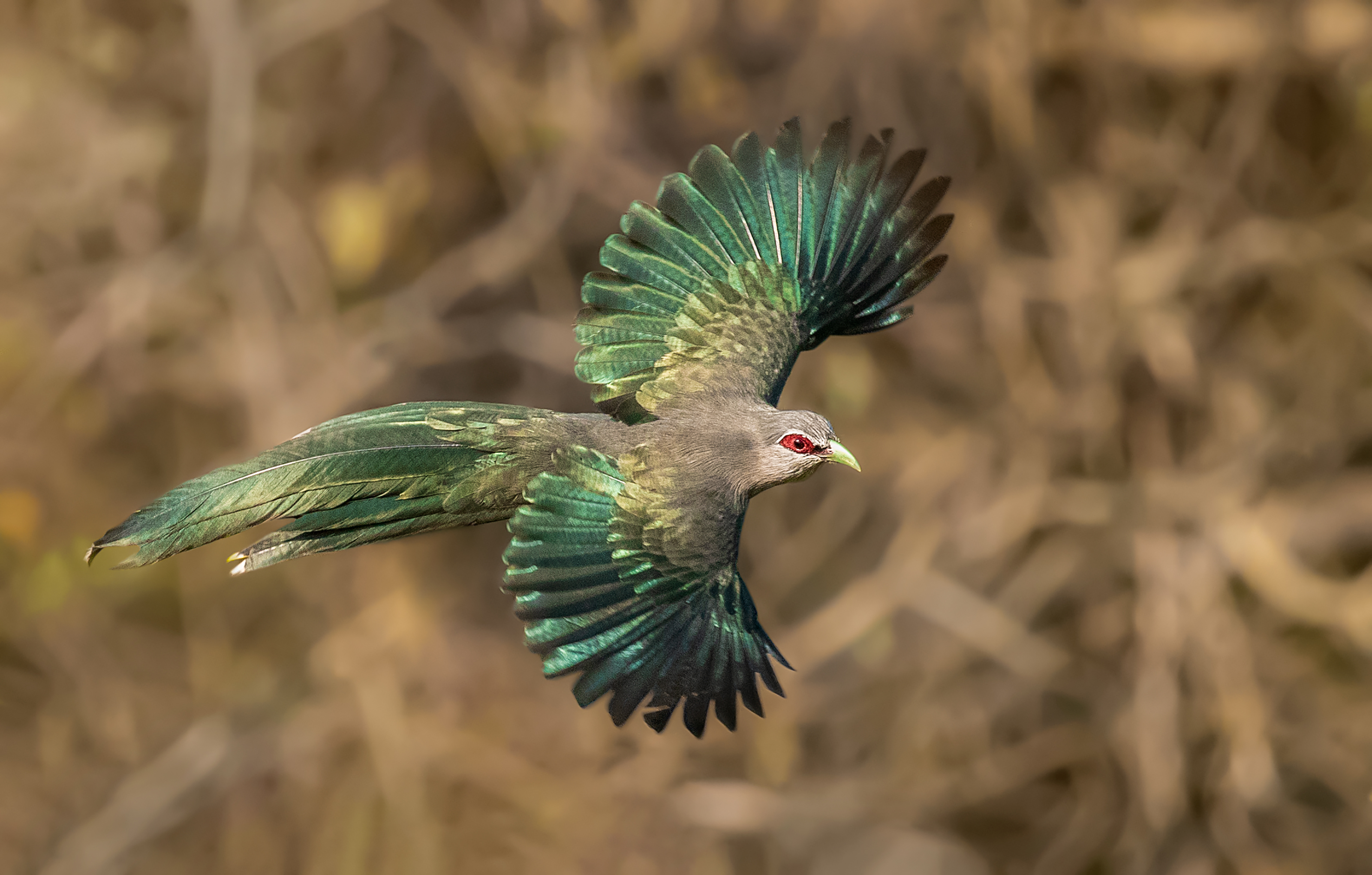
Кокиль в польоті (Бангладеш)

Довжина птаха становить 50-60 см, вага 100-128 г. Голова, шия і нижня частина тіла світло-сірі. Верхня частина тіла, крилда і довгий, східчастий хвіст оливково-зелені, блискучі. На кінці стернових пер широкі білі плями, помітні на нижній стороні хвоста. Навколо очей малиново-червоні плями голої шкіри. Дзьоб великий, світло-жовтувато-зелений.

## Підвиди
Виділяють два підвиди:
- P. t. tristis (Lesson, RP, 1830) — Гімалаї, схід Індії, Бангладеш, М'янма, Таїланд, південь Китаю, Хайнань, Індокитай, Малайский півострів, Суматра;
- P. t. kangeangensis (Vorderman, 1893) — Канґеанські острови[en] (на північ від Балі).

## Поширення і екологія
Кокилі мешкають в Індії, Непалі, Бутані, Бангладеш, М'янмі, Таїланді, Китаї, Лаосі, В'єтнамі, Камбоджі, Малайзії та Індонезії. Вони живуть у вологих рівнинних і гірських тропічних лісах, в рідколіссях, в густих чагарникових заростях та на каучукових плантаціях. Зустрічаються на висоті до 1800 м над рівнем моря. Живляться гусінню, кониками та іншими комахами, а також дібними ящірками. Не практикують гніздовий паразитизм. В Індії гніздування відбувається з квітня по серпень, в Непалі у травні, в М'янмі у березні і вересні, в Малайзії у січні і березні. Гніздо чашоподібне, робиться з гілок, встелюється листям. В кладці 2-4 білих яйця. Насиджують і самиці, і самці.